# Xymalos mossambicensis
Xymalos mossambicensis är en tvåhjärtbladig växtart som beskrevs av Alberto Judice Leote Cavaco. Xymalos mossambicensis ingår i släktet Xymalos och familjen Monimiaceae. Inga underarter finns listade i Catalogue of Life.